# Polygala kyoukmyoungensis
Polygala kyoukmyoungensis är en jungfrulinsväxtart som beskrevs av Susil Kumar Mukerjee. Polygala kyoukmyoungensis ingår i släktet jungfrulinssläktet, och familjen jungfrulinsväxter. Inga underarter finns listade i Catalogue of Life.